# Zlatko Portner
Zlatko Portner (* 16. Januar 1962 in Ruma, Jugoslawien; † 23. September 2020 in der Schweiz) war ein Handballtrainer und zuvor jugoslawischer Handballnationalspieler, der seit 2008 auch die Schweizer Staatsbürgerschaft besaß. Er kam überwiegend als Rückraumspieler zum Einsatz. Er war berühmt für seine gute Spielübersicht, seine technische Klasse und seinen hervorragenden Wurf.

## Der Vereinsspieler Portner
Zlatko Portner begann seine Karriere 1980 beim serbischen Erstligaclub RK Crvenka. Nach zwei Jahren wechselte er dann zum aufstrebenden Topclub Metaloplastika Šabac, welcher damals erstmals den Meistertitel gewann. Portner spielte somit gleich im Europapokal der Landesmeister. Dies sollte er mit seinen wechselnden Vereinen auch in den nächsten Jahren elfmal in Folge tun. Mit Šabac erreichte er gleich das Halbfinale im Wettbewerb. Ein Jahr später kam das Aus erst im Siebenmeterwerfen des Finales gegen Dukla Prag. 1985 und 1986 reichte es dann zum Gewinn des Europapokals. Portner wurde zudem sechsmal Meister und dreimal Pokalsieger mit Šabac.
1989 wechselte Portner zum FC Barcelona. Mit dem katalanischen Verein konnte er drei Meistertitel und einen Pokalsieg feiern. 1991 gewann er erneut den Europapokal der Landesmeister. Er war damit, zusammen mit seinem langjährigen Mitspieler Veselin Vujović, der erste Handballer, dem dies mit zwei verschiedenen Vereinen gelang.
1992 wechselte Portner in die französische Liga zum Meister Vénissieux Handball. Zwei Jahre später wechselte er dann in die Schweiz; erst zum BSV Bern und dann zum TV Zofingen. Nach einem zweiten Gastspiel beim BSV Bern ließ er seine Karriere beim unterklassigen BSC Grosshöchstetten ausklingen.

## Der Nationalspieler Portner
Zlatko Portner konnte bereits früh auf sich aufmerksam machen. Bei der Junioren-WM 1983 wurde er zum besten Spieler des Turniers gewählt. Für die Olympischen Spiele 1984 wurde er trotzdem noch nicht berücksichtigt. Sein Turnierdebüt für Jugoslawien gab er bei der Weltmeisterschaft 1986. Dort gewann er als zweiter Spielmacher hinter Časlav Grubić gleich die Goldmedaille. Bei den Olympischen Sommerspielen in Seoul 1988 war Portner dann die Nummer eins auf seiner Position und einer der besten Spieler seiner Mannschaft. Der Lohn war die Bronzemedaille. 1990 gehörte er der WM-Mannschaft seines Landes an.

## Privates
Zlatko Portners Sohn Nikola ist Schweizer Handballnationaltorwart.